# Créances
Créances – miejscowość i gmina we Francji, w regionie Normandia, w departamencie Manche.
Według danych na rok 1990 gminę zamieszkiwało 1926 osób, a gęstość zaludnienia wynosiła 95 osób/km² (wśród 1815 gmin Dolnej Normandii Créances plasuje się na 101. miejscu pod względem liczby ludności, natomiast pod względem powierzchni na miejscu 120.).